# Ora albastră

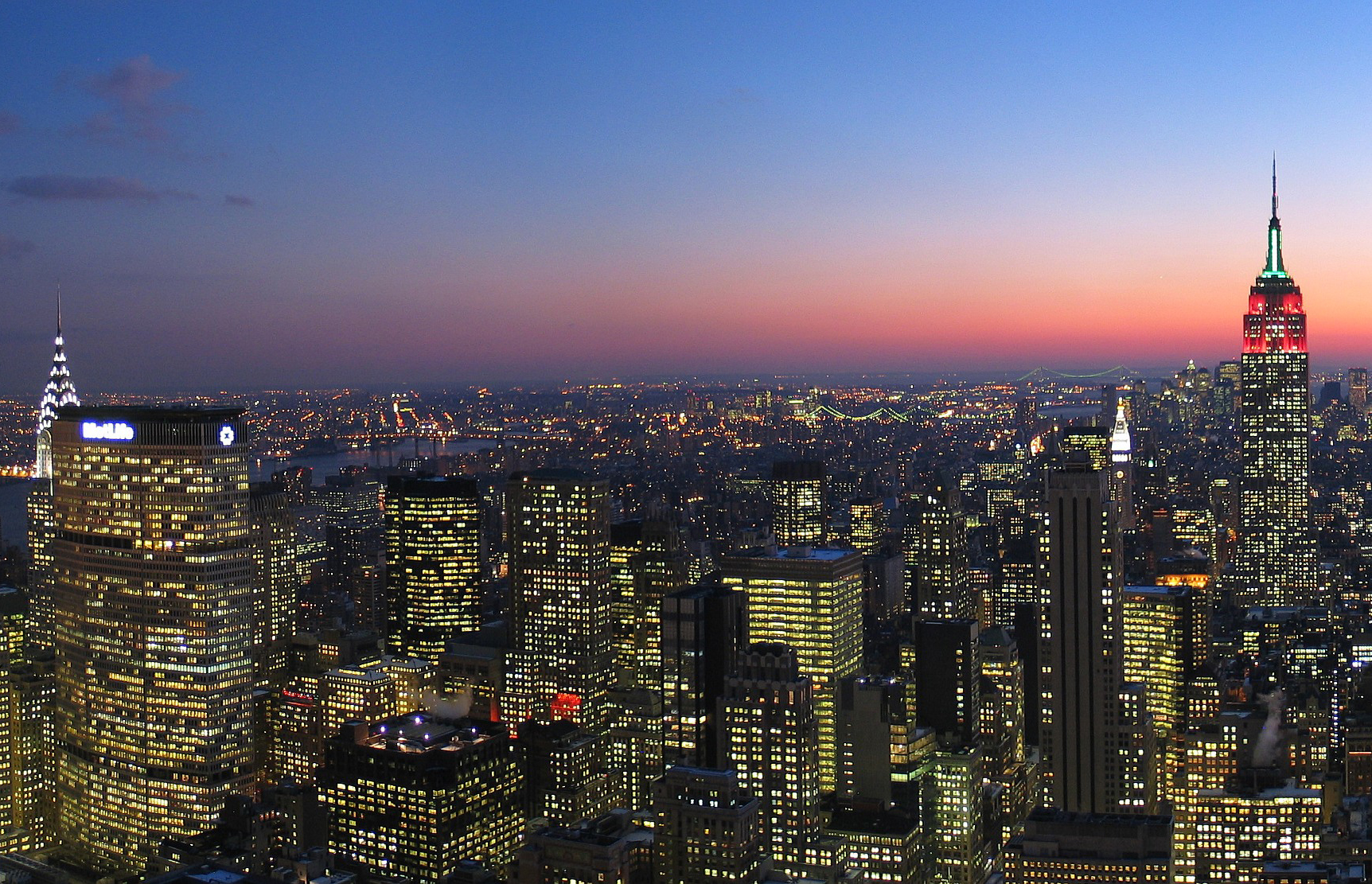
Midtown Manhattan în timpul orei albastre

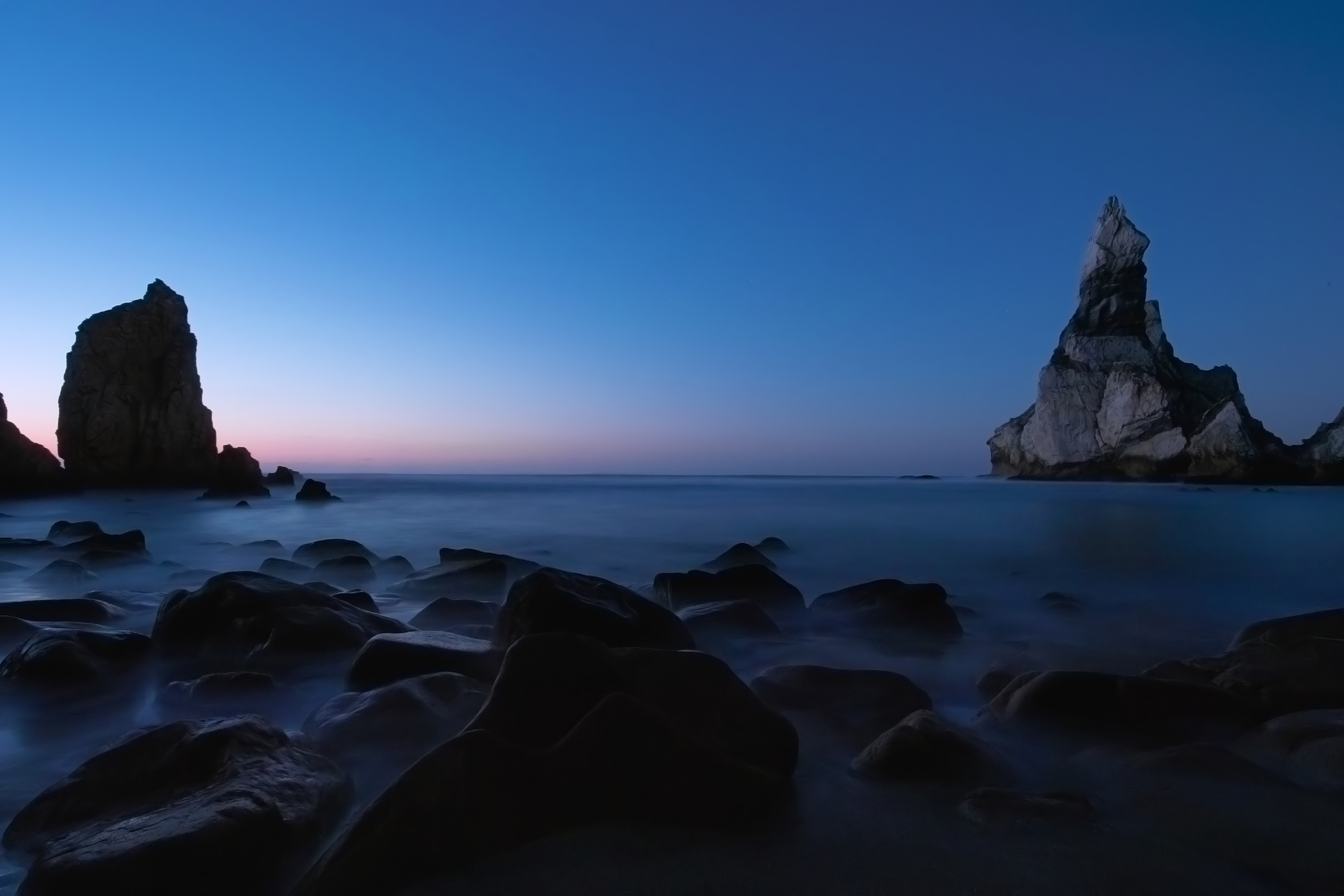
Praia da Ursa, Sintra, Portugalia: O vedere panoramică a peisajului marin în timpul orelor albastre

Ora albastră (din franceză l'heure bleue) este perioada de crepuscul în timpul dimineții sau al serii, în timpul crepusculelor civil și nautic, când Soarele se află la o altitudine semnificativă sub orizont și rezidual, indirect lumina soarelui are o nuanță predominant albastră.
Când cerul este senin, ora albastră poate fi un spectacol coloristic, lumina soarelui putând transforma cerul în galben, portocaliu, roșu și albastru. Acest efect este cauzat de difuzibilitatea relativă a lungimilor de undă mai scurte (raze albastre) ale luminii vizibile față de lungimile de undă mai lungi (razele roșii). În timpul orei albastre, care de obicei durează aproximativ 20 de minute (în funcție de latitudine) lumina roșie trece prin spațiu, în timp ce lumina albastră este împrăștiată în atmosferă și astfel ajunge la suprafața Pământului.
Mulți artiști apreciază această perioadă pentru calitatea luminii. Deși ora albastră nu are o definiție oficială, spectrul culorii albastre este cel mai vizibil atunci când Soarele se află între 4° și 8° sub orizont.